# Cala Califòrnia
La cala Califòrnia és una petita platja semi-urbana del municipi de Mont-roig del Camp (Baix Camp), situada en un tram de costa rocallosa enfront de Miami Platja, declarat espai natural protegit, entre la cala de Santa Fe, al nord-est, i la cala Bot, al sud-oest. Rodejada de roquissars i pins, té una longitud de 75 metres, formada per sorra fina i daurada. Disposa de dutxes.
Era coneguda col·loquialment com la cala del Càmping, al que s'hi accedia creuant el túnel sota la via del tren.

## Toponímia
El nom de la cala fa referència a l'estat nord-americà de Califòrnia, en consonància amb altres noms de la zona: Miami Platja, cala Santa Fe,...